# Marie-Josée Bastien
Marie-Josée Bastien, née le 11 janvier 1967 est une comédienne, metteure en scène et auteure québécoise.

## Biographie
Marie-Josée Bastien est diplômée du Conservatoire d'art dramatique de Québec en 1991. Elle y enseigne désormais depuis 1997. 
Elle est directrice artistique de la compagnie Les Enfants Terribles dont elle est membre depuis 1999 et de la compagnie du Théâtre Niveau Parking, dont elle fait partie depuis 2016.
Elle est plusieurs fois récipiendaire aux Prix d'excellence des Arts et de la Culture de Québec pour ses mises en scène d’Incendies (2018), de Richard III (2009), de On achève bien les chevaux (2007) et de Impromptu (2003). Elle y a aussi obtenu le prix de la révélation de l’année en 1993. Elle reçoit le Prix de la Critique 2011 pour son interprétation de Noëlla dans Temps de Wajdi Mouawad et en automne 2019, elle est nommée pour le prix Siminovitch, qui récompense un metteur en scène comme figure de proue dans le domaine du théâtre. 
Elle a mis en scène plus d’une trentaine de spectacles, dont Incendies, Les Nervures Secrètes, Closer, Gloucester, Macbeth, écrit une vingtaine d’œuvres, en plus d’avoir joué dans plus d’une cinquantaine de créations et productions théâtrales sur les scènes du Québec et de l’Europe. On a pu la voir, entre autres, sous les traits de Nancy dans Mort Prématurée d’un chanteur populaire dans la force de l’âge de Wajdi Mouawad au Théâtre National de la Colline à Paris, de la Nourrice dans Roméo et Juliette de Shakespeare au Théâtre du Trident, de Madame de Merteuil dans Les Liaisons Dangereuses à la Bordée et de Barbra dans Mois d’août, Osage County de Tracy Letts au Théâtre du Trident. Elle interprète au petit écran le rôle de Sophie dans File d’attente (Unis TV) et est collaboratrice régulière à l’émission radio Plus on est de fous, plus on lit de Marie-Louise Arsenault depuis 2012.
En 2020, elle s'inscrit dans le cadre de l'initiative de Wajdi Mouawad Au creux de l'oreille et devient lectrice auprès des personnes confinées en raison de la pandémie Covid.

## Théâtre

### Interprétation
- 2022 : L'éveil du printemps, David Paquet, rôle des mères, Théâtre du Trident

- 2020 : L’enclos de Wabush, rôles multiples, texte de Louis-Karl Siou-Picard, m.e.s. : Daniel Brière, Nouveau Théâtre Expérimental
- 2016-2019 : Les choses berçantes, rôle de Rosita V. Coté / Véronique Côté, Théâtre des Confettis
- 2018 : Dans la tête de..., rôles multiples, m.e.s. : Simon Boudreault, Simoniaques théâtre d’improvisation
- 2016 : Fendre les lacs, rôle de Louise, texte et m.e.s. : Steve Gagnon, Théâtre Jésus, Shakespeare et Caroline
- 2015 : Le dieu du carnage, rôle d'Annette Reille, texte de Yasmina Reza, m.e.s. : Michel Nadeau, Théâtre du Trident.
- 2014 : L’affiche, rôle de Oum Salem, texte et m.e.s. : Philippe Ducros, Productions Hôtel-Motel
- 2010 : Chante avec moi, rôle de l'Amérindienne, texte et m.e.s : Olivier Choinière, Théâtre du Trident
- 2014 : Les liaisons dangereuses, rôle de Madame de Merteuil texte de Christopher Hampton, d’après le roman de Choderlos de Laclos, m.e.s. : Érika Gagnon, coproduction du Théâtre La Bordée et Les Enfants Terribles
- 2014 : Mois d’août : Osage county, rôle de Barbara, texte de Tracy Letts, m.e.s. : Jean-Philippe Joubert, Théâtre du Trident
- 2013 : En dessous de vos corps je trouverai ce qui est immense et ne s'arrête pas, rôle d'Agrippine, texte et m.e.s. : Steve Gagnon, La Manufacture
- 2013 : Rhinocéros, rôle de Madame Bœuf, texte d'Eugène Ionesco, m.e.s. : d'Alexandre Fecteau, Théâtre du Trident
- 2012 : Thérèse et Pierrette à l’école des Saints-Anges, rôle de Sœur Catherine, texte de Michel Tremblay, m.e.s. : Gil Champagne, Théâtre du Trident
- 2011 : Temps, rôle de Noëlla de la Forge, texte et m.e.s. : Wajdi Mouawad, Centre du Théâtre d’Aujourd’hui (CTD’A)
- 2010 : Bonjour, là, bonjour, rôle de La boulimique, texte de Michel Tremblay, m.e.s. : Lorraine Côté, [Théâtre La Bordée
- 2010 : Un sofa dans le jardin, rôle de Lucille, texte collectif, m.e.s. : Michel Nadeau, production du Théâtre Niveau Parking (TNP)
- 2010 : Sous-sol à louer, rôle de Louisette, texte d'Anthony Mariott et de Bob Grant, m.e.s. : Olivier Aubin, Théâtre du Chenal-du-Moine
- 2009 : Bienheureux, rôle de Sophie, texte de Michael Cooney, m.e.s. : d'Olivier Aubin, Théâtre du Chenal-du-Moine[7]
- 2009 : L’asile de la pureté, rôle de Luc Albert, texte de Claude Gauvreau, m.e.s. : Martin Faucher, Théâtre du Trident
- 2008 : Regards-9, rôles multiples, texte collectif, m.e.s. : Michel Nadeau, Théâtre La Bordée
- 2007 : L’Énéide[8], d'après Virgile, rôles multiples, adaptation et m.e.s. : Olivier Kemeid, Trois Tristes Tigres
- 2003-2007 : Lentement la beauté, rôle d'Anita, texte et m.e.s. : Michel Nadeau, Théâtre Niveau Parking
- 2006 : Les mots fantômes, rôle de Laeticia, texte et m.e.s. : Michel Nadeau, Théâtre Niveau Parking
- 2005 : Beaver, rôle de Sima, texte de Claudia Dey, m.e.s. : Philippe Lambert, Théâtre Urbi et Orbi
- 2005 : Les enfants du sabbat, rôle de Philomène, texte d'Anne Hébert, m.e.s. : Éric Jean, Théâtre du Trident
- 2005 : Rabelais, rôles de Badebec et Gargamelle, texte de Patrick Drolet, Olivier Kemeid et Alexis Martin, m.e.s. : Olivier Kemeid et Patrick Drolet, Nouveau Théâtre Expérimental (NTE)[9]
- 2005 : Révélation, rôles de Maureen et autres, texte de M. Doré, F. Cloutier, Y. Amyot, D. Leblond, m.e.s. : C. Garon, Théâtre Et si, Premier Acte
- 2004 : Le langue-à-langue des chiens de roche, rôle de Joëlle, texte de Daniel Danis, m.e.s. : Gil Champagne, Théâtre du Trident
- 2004 : Chambres, rôle d'Arlette, texte de Philippe Minyana, m.e.s. : Sylvie Cantin, Théâtre Les Trois Sœurs (LTS)
- 2003 : Les grandes chaleurs, rôle de Louisette, texte de Michel Marc Bouchard, m.e.s. : Bertrand Alain, La Roche à Veillon
- 1997 à 2003 : Inventaires, rôle d'Angèle, texte de Philippe Minyana, m.e.s. : Robert Lepage, LTS
- 2002 : Après la pluie, rôle de la Secrétaire blonde, texte de Sergi Belbel, m.e.s. : Michel Nadeau, Théâtre Jean-Duceppe et Théâtre Niveau Parking
- 2001 : Six personnages en quête d’auteur, rôle de La belle-fille, texte de Luigi Pirandello, m.e.s. : Wajdi Mouawad, Théâtre de Quat’Sous
- 2000 : Soudain l’été dernier, rôle de Félicité, texte de Tennessee Williams, m.e.s. : Françoise Faucher, Théâtre du Trident
- 2000 : À toi, pour toujours,ta Marie-Lou, rôle de Manon, texte de Michel Tremblay, m.e.s. : Gil Champagne, Théâtre du Trident
- 2000 : Les mains d’Edwige au moment de la naissance, rôle de Esther, texte de Wajdi Mouawad, m.e.s. : Michel Nadeau, Théâtre Niveau Parking
- 1999 : Comédies siciliennes, rôle de Nada, texte de Luigi Pirandello, m.e.s. : Marie Gignac, Théâtre La Bordée
- 1999 : Les Troyennes, d'après Euripide, rôle d'Hélène, adaptation et m.e.s. : Wajdi Mouawad, Théâtre du Trident
- 1999 : Ecce Homo, rôle de Yasmina, texte et m.e.s. : Michel Nadeau, Théâtre Niveau Parking
- 1998 : Yvonne, princesse de Bourgogne, rôle d'Isabelle, texte de Witold Gombrowicz, m.e.s. : Alice Ronfard, Théâtre du Trident
- 1998 : Pierre, Marie… et le démon, rôle de Marie, texte de Michel Marc Bouchard, m.e.s. : Philippe Soldevila, Théâtre de la Dame Blanche
- 1997 : Satyricon Tabarnacos, rôle de Véro, collectif, Festival Juste pour rire
- 1997 : La timide au palais, rôle de Madeleine, texte de Tirso de Molina, m.e.s. : Fernand Rainville, Théâtre du Trident
- 1997 : Carpe Diem, rôle de Joséphine, texte et m.e.s. : Marie-Josée Bastien, Les Enfants Terribles
- 1996 : Poison d’avril, rôle de Vivianne, texte de Guylaine Tremblay et Simon Fortin, m.e.s. : Lorraine Côté, Théâtre d’été de Stoneham
- 1994 à 1996 : Volpone, rôle de Polpetta, texte de Ben Jonson, m.e.s. : Serge Denoncourt, Théâtre du Trident, Centre national des Arts
- 1994-95 : Don Juan, rôle de Mathurine, texte de Molière, m.e.s. : Serge Denoncourt, Théâtre du Trident
- 1994-95 : Attention madame, rôle de Madame, collage de textes de René-Daniel Dubois et de Peter Handke, m.e.s. : Jean Bélanger, Premier Acte, Carrefour international de théâtre
- 1995 : La maison bleue, rôle de Petite Fée, texte de Lise Castonguay, m.e.s. : Lorraine Côté, Théâtre du Gros Mécano
- 1995 : Mignardises à l’index, rôle de Constanzia, texte de Peter Greenaway, m.e.s. : Gil Champagne, Les Enfants Terribles
- 1995 : T’es mieux de pas être malade à l'urgence, rôle de Marie, texte collectif, m.e.s. : Michel Nadeau, La Roche à Veillon
- 1995 : Le cercle de craie caucasien, rôles de la Cuisinière et autres, texte de Bertolt Brecht, m.e.s. : Serge Denoncourt, Théâtre du Trident
- 1993-94 : Le train, rôle de Micheline, texte et m.e.s. : André Jean, Théâtre Paragraphe
- 1994 : Monsieur S.K., rôle de Virginie Laroche, Ouellette, Bastien / Théâtre Périscope
- 1994 : Ce soir, on improvise, rôle de Dorina, texte de Luigi Pirandello, m.e.s. : Claude Poissant, Théâtre du Trident
- 1994 : Aux rives de l’éphémère, rôle de Rachel, m.e.s. : Marie-Thérèse Fortin, Les Enfants Terribles
- 1993 : Un sur six, rôle de Carole, texte de Sam Bobrick et Ron Clark, m.e.s. : Gil Champagne, Théâtre d’été de Stoneham
- 1993 : Le plus heureux des trois, rôle de Lisbeth, texte de Eugène Labiche, m.e.s. : Gil Champagne, Théâtre du Trident
- 1992 : Flagrant délire, rôle de Nathalie, texte de Leo W. Sears & Jack Sharkey, m.e.s. : J. Lessard, Théâtre du Manoir du lac Delage
- 1992-93 : Les liaisons dangereuses, rôle de la Marquise de Merteuil, texte de Christopher Hampton, m.e.s. : Gil Champagne, Les Enfants Terribles
- 1991 : Pour le meilleur et pour le pire, rôle de Krystel, texte de André Jean, m.e.s. : J.H. Gagnon, Théâtre La Fenière

### Mise en scène
- 2018 : Incendies de Wajdi Mouawad, présenté au Théâtre du Trident[10]
- Souveraines (2018) R-M. Erkoreka / Théâtre de la banquette arrière
- 2016 : Mon Petit Prince, inspiré du roman Le Petit Prince d'Antoine de Saint-Exupéry, présenté au Théâtre de la Petite Marée de Bonaventure, en Gaspésie[11]
- 2016 : Gloucester, texte de William Shakespeare, Théâtre La Bordée
- 2016 : Radi, texte de Geneviève Tremblay, Théâtre de la Petite Marée
- 2015 : Macbeth, texte de William Shakespeare, Théâtre du Trident
- 2015 : Mono-no-aware, co-mise en scène avec Harold Rhéaume, Collectif, Conservatoire d’art dramatique de Québec (CADQ)
- 2014 : Act of God, en collaboration avec Michel Nadeau, production Théâtre Niveau Parking
- 2013 : Hamlet, texte de William Shakespeare, Théâtre La Bordée.
- 2010 : La reine Margot[8], adaptation du roman d'Alexandre Dumas, présenté au Théâtre Denise-Pelletier
- 2009 : Transcanadienne PQ, en collaboration avec Stéphan Allard, Nouveau Théâtre Expérimental
- 2008 : Richard III, texte de William Shakespeare, Théâtre La Bordée
- 2008 : Le clan des oiseaux, en collaboration avec Christine Sioui-Wawanoloath, Orchestre symphonique de Québec
- 2006-2007 : On achève bien les chevaux[8], d’après Horace McCoy, coproduction Les Enfants Terribles et Théâtre Niveau Parking[12]
- 2007 : Salina, Laurent Gaudé, spectacle des finissants du Conservatoire d’art dramatique de Montréal
- 2006 : Une pièce espagnole, texte de Yasmina Reza, Théâtre La Bordée
- 2005 : Le lit, collage de textes, spectacle des finissants du Conservatoire d'art dramatique de Québec
- 2005 : Parents à vie 3 (Les marmots), texte de Bruno Marquis, Théâtre de la Fenière
- 2004 : Croisades, texte de Michel Azama, spectacle des finissants du CADQ
- 2004 : Parents à vie 2 (Le Retour), texte de Bruno Marquis, Théâtre la Fenière
- 2004 : L’histoire des ours pandas racontée par un saxophoniste, texte de Matei Vișniec
- 2003 : Parents à vie, texte de Bruno Marquis, Théâtre La Fenière
- 2002 : Le colonel et les oiseaux, texte de Hristo Boytchev, Théâtre du Trident
- 2002 : Impromptu, d’après Sarah Kernochan, Théâtre La Bordée
- 2002 : Le Jésus Rock and Roll avec une bouche de cow-boy, Collage de textes de Sam Shepard, spectacle de finissants du CADQ
- 2001 : Cet animal étrange, d’après Tchekhov, Théâtre La Bordée
- 1999 : Mignonne, texte de Marie-Josée Bastien, Théâtre Périscope
- 1997 : Carpe Diem, texte de Marie-Josée Bastien, Théâtre Périscope
- 1997 : Transport de femmes, texte de Steve Gooch, Université Laval
- 1996 : Le songe d’une nuit d’été, texte de William Shakespeare, La Société du domaine Maizerets

### Textes
- 2017 : Où tu vas quand tu dors en marchand…?, Carrefour international de théâtre
- 2016 : Act of God, en collaboration avec Michel Nadeau, production Théâtre Niveau Parking[13]
- 2016 : 2016 : Mon Petit Prince, inspiré du roman Le Petit Prince d'Antoine de Saint-Exupéry
- 2015-2016 : L’éveil, en collaboration avec Steve Gagnon, production Les Enfants Terribles
- 2010 : Éclats et autres libertés[14], co-auteurs : Mathieu Gosselin, Jean-Frédéric Messier et Étienne Lepage, Théâtre Le Clou
- 2009 : Et au milieu coule une rivière, L’envolée symphonique soulignant les 50 ans des Conservatoires
- 2009 : Transcanadienne PQ, co-auteur : Patrick Drolet, Nouveau Théâtre Expérimental
- 2006-2007 : On achève bien les chevaux, production Les Enfants Terribles et Théâtre Niveau Parking
- 2003 : Lentement la beauté, collectif, Théâtre Niveau Parking
- 2002 : Impromptu, adaptation, production Les Enfants Terribles et Théâtre La Bordée
- 2002 : La librairie, Théâtre du Gros Mécano
- 2001 : Cet animal étrange, adaptation, Théâtre La Bordée
- 2001 : Tout le monde aime Marineland, Théâtre Le Clou
- 1997 : Carpe Diem, production Les Enfants Terribles
- 1997 : Mignonne, production Les Enfants Terribles
- 1996 : Une jeune fille à la fenêtre, co-auteurs Marcel Beaulieu, Francis Leclerc et Nathalie Tchéocharides
- 1996 : Mignardises à l’index, production Les Enfants Terribles

## Prix et nominations

### Récompenses
- Prix de la meilleure mise en scène 2020-2021, Prix Théâtre
- Meilleure interprétation féminine - Québec – Prix de la Critique 2011, Temps pour le rôle de Noëlla[15]
- Meilleure pièce jeunesse - Prix de la Critique 2010, Éclats et autres libertés (co-auteure)
- Prix Louise LaHaye 2010, Éclats et autres libertés (co-auteure)[15]
- Meilleure mise en scène - Prix des arts et de la culture de Québec 2008, Richard III[2]
- Meilleure mise en scène - Prix des arts et de la culture de Québec 2007, On achève bien les chevaux[2].
- Meilleure mise en scène – Fondation du Théâtre du Trident 2007, On achève bien les chevaux
- Meilleure production Québec - Gala des Masques 2004, Lentement la beauté (œuvre collective)
- Meilleure mise en scène - Prix des arts et de la culture de Québec 2004, Impromptu[2]
- Prix Nicky-Roy (révélation) - Prix des arts et de la culture de Québec 1993, Le plus heureux des trois[2]

### Nominations
- Meilleure mise en scène – Prix de la critique Québec 2018, Incendies[2]
- Meilleure mise en scène – Prix de la critique Québec 2018, Closer – Tout contre toi
- prix Siminovitch 2013 (Prix qui honore un metteur en scène qui fait figure de proue dans le domaine du théâtre et dont le travail est reconnu pour sa portée et son influence)[2]
- Meilleure mise en scène - Prix de la critique 2010, …et autres effets secondaires
- Meilleure mise en scène - Prix des arts et de la culture de Québec 2005, L’histoire des ours pandas racontée par un saxophoniste qui a une petite amie à Francfort
- Meilleur texte original - Gala des Masques 1998, Carpe Diem
- Prix Janine-Angers (meilleure performance dans un rôle de soutien - Prix des arts et de la culture de Québec 1997, Le timide au palais[15]
- Prix Nicky-Roy - Prix des arts et de la culture de Québec 1991, Pour le meilleur et pour le pire